# Мориссе, Рене
Рене Мориссе (фр. Renée Morisset) — канадская академическая пианистка и музыкальный педагог XX века, известная выступлениями в дуэте с мужем Виктором Бушаром. Офицер ордена Канады (1985), кавалер Национального ордена Квебека (1994).

## Биография
В 1932—1933 году училась игре на фортепиано при монастыре Нотр-Дам-де-Перпетуель-Секур, с 1937 по 1944 года брала частные уроки у Анри Ганьона в городе Квебек. После этого училась у Жермены Мальпар в Музыкальной консерватории Квебека в 1944—1945 годах и в Музыкальной консерватории Квебека в Монреале в 1945—1948 годах. В этот период обучалась также камерной музыке у Луи Байи и Джона Ньюмарка и музыкальной теории у Жоржа-Эмиля Танге. В 1946 году завоевала 2-ю премию, а на следующий год 1-ю премию Музыкальной консерватории в Монреале по классу фортепиано. Продолжала частным образом брать уроки фортепиано у Мальпар вплоть до 1950 года.
К 1950 году начала давать публичные сольные концерты, выступать на радио, в 1950 году исполняла как солистка с Квебекским симфоническим оркестром концерты Баха и Моцарта. В том же году вышла замуж за пианиста Виктора Бушара, и с этого времени их музыкальные карьеры были постоянно тесно связаны. В 1950—1953 годах они продолжали учёбу в Париже и сформировали фортепианный дуэт, который быстро приобрёл международную известность. Мориссе и Бушар выполняли записи для Radio-Canada и для квебекского телевидения (39 выпусков телевизионной программы Pianos concertants за три сезона), гастролировали в США, Мексике, СССР и большинстве стран Европы. В их репертуаре были произведения для двух фортепиано и для исполнения в четыре руки, в том числе премьерные исполнения работ современных композиторов Квебека.
Одновременно с концертной деятельностью преподавала в 1955—1966 годах в Орфордском центре искусств организации Jeunesses musicales de Canada. Член жюри Монреальского международного музыкального конкурса 1968 года и Международного Баховского фортепианного конкурса 1985 года, член Совета Канады по искусству.

## Награды и звания
- 1946 — вторая премия по классу фортепиано (Квебекская музыкальная консерватория в Монреале)[2]
- 1947 — первая премия по классу фортепиано (Квебекская музыкальная консерватория в Монреале)[2]
- 1981 — кавалер ордена Канады[2]
- 1985 — офицер ордена Канады[2]
- 1994 — кавалер Национального ордена Квебека[3]
- 1997 — член Академии великих квебекцев[2]
- 2002 — медаль Золотого юбилея королевы Елизаветы II[4]
- 2004 — премия Фонда от Квебекского симфонического оркестра[2].

В 2008 году в издательстве Instant Meme вышла в сопровождении компакт-диска книга Кэрол Бессетт Le Grand Duo: Bouchard et Morisset pianistes duettistes. В 2012 году Пьер Бушар, старший сын Рене и Виктора, подготовил к выпуску коллекцию из 11 компакт-дисков с их исполнительским наследием 1960—1994 годов.